# الدوري السوفيتي الممتاز لكرة القدم 1985
الدوري السوفيتي الممتاز لكرة القدم 1985 هو موسم من الدوري السوفيتي الممتاز لكرة القدم. أقيم خلال الفترة 1 مارس 1985 وحتى 23 نوفمبر 1985، وأشرف على تنظيمه الاتحاد السوفيتي لكرة القدم، وكان عدد الأندية المشاركة فيه  18، وفاز فيه دينامو كييف.